# Toro y Moi
Chazwick "Chaz" Bundick, mer känd under artistnamnet Toro y Moi, född 7 november 1986 i Columbia, South Carolina, är en amerikansk musiker. Han förknippades starkt med genren chillwave vid dess blomstringsperiod 2010.

## Diskografi

### Studioalbum
- 2010 – Causers of This
- 2011 – Underneath the Pine[2]
- 2013 – Anything in Return
- 2014 – Michael (som Les Sins)
- 2015 – What For?
- 2017 – Star Stuff (tillsammans med Mattson 2, som Chaz Bundick Meets the Mattson 2)
- 2017 – Boo Boo
- 2019 – Outer Peace
- 2022 – Mahal